# Кано Хідейорі
Кано Хідейорі (д/н — після 1569) — японський художник періоду Момоями. Творчість Кано Хійдеорі передувала формуванню жанру укійо-е.

## Життєпис
Походив з роду митців Кано. Тривають дискусії дослідників з приводу родинних зв'язків Хідейорі з Кано Мотонобу: був сином або онуком останнього. Частина погоджуються, що Кано Хідейорі був другим сином засновника школи і носив ім'я Дзьосін. Водночас є відомості, що два старших сини Мотонобу померли ще за життя самого очільника школи Кано, тобто до 1559 року. Разом з тим у 1569 році Кано Хійдеорі створив останню відому роботу. Тому на сьогодні більшість схиляється, що Кано Хідейорі був онуком Кано Мотонобу. Про його життя вкрай замало відомостей.

## Творчість

«Милування кленами на горі Такао»

Продовжував традиції школи Кано. Переважно працював у жанрі ямато-е. Заслугою художника стало створення одного з перших творів жанрового живопису «Милування кленами на горі Такао», виконаного в 1550—1555 роках. В основу двох ширм, одна з яких втрачена, художник поклав традиційний мотив «чотирьох сезонів» (сікі-е), але переніс акцент з природного середовища як такого на подію в реальному житті — пікнік, маленьке свято, розвага городян. У самому сюжеті «милування кленами» міститься відгомін середньовічного прагнення людини до єднання з природою, але вже не настільки піднесений, як раніше. Споглядання природи сприймається не як акт прилучення до таємниць світобудови, а одне з багатьох занять, епізод з повсякденного життя.